# Eustoma
Eustoma Salisb., 1806 è un genere di piante della famiglia delle Gentianaceae, diffuso nelle regioni calde del sud degli Stati Uniti, Messico, Caraibi e nel nord del Sud America. Cresce soprattutto nei pascoli.

## Descrizione
Sono piante erbacee annuali, di 15–60 cm di altezza, di colore verde bluastro, con foglie leggermente succulente, e grandi fiori a forma di imbuto che crescono su lunghi steli dritti.

## Tassonomia
Comprende le seguenti specie:
- Eustoma exaltatum (L.) Salisb. ex G.Don
- Eustoma russellianum (Hook.) G.Don